# Liste des cavités naturelles les plus longues de la Haute-Savoie
La liste des cavités naturelles les plus longues de la Haute-Savoie recense, sous forme de tableau(x), les cavités souterraines naturelles connues dans ce département français, dont le développement est supérieur ou égal à mille mètres.
La communauté spéléologique considère qu'une cavité souterraine naturelle n'existe vraiment qu'à partir du moment où elle est « inventée » c'est-à-dire découverte (ou redécouverte), inventoriée, topographiée et publiée. Bien sûr, la réalité physique d'une cavité naturelle est la plupart du temps bien antérieure à sa découverte par l'homme ; cependant tant qu'elle n'est pas explorée, mesurée et révélée, la cavité naturelle n'appartient pas au domaine de la connaissance partagée.
La liste spéléométrique des 70 plus longues cavités naturelles de la Haute-Savoie (≥ mille mètres) est actualisée août 2023.
La plus longue cavité souterraine naturelle répertoriée dans le département de la Haute-Savoie est « le réseau de la Diau », sur les communes de  Dingy-Saint-Clair et Fillière (cf. ligne 1 du tableau ci-dessous).
| \| Histogramme de la répartition des plus longues cavités naturelles de la Haute-Savoie par classe de développement -- Les 70 cavités citées fin 2021 sont réparties en 4 classes de développement -- \| \| \| \| \| \| \| \| \| \| \| \| \| \| \| classe I >= 5 000 m 13 cavité[s] \| classe II >= 2 000 m et < 5 000 m 25 cavités \| classe III >= 1 500 m et < 2 000 m 15 cavités \| classe IV >= 1 000 m et < 1 500 m 17 cavités \| \| |                                  |                                              |                                               |                                              |  |
| Le graphique qui aurait dû être présenté ici ne peut pas être affiché car il utilise l'ancienne extension Graph, désactivée pour des questions de sécurité. Des indications pour créer un nouveau graphique avec la nouvelle extension Chart sont disponibles ici . |                                  |                                              |                                               |                                              |  |
| Histogramme de la répartition des plus longues cavités naturelles de la Haute-Savoie par classe de développement -- Les 70 cavités citées fin 2021 sont réparties en 4 classes de développement -- |                                  |                                              |                                               |                                              |  |
| |                                  |                                              |                                               |                                              |  |
| | classe I >= 5 000 m 13 cavité[s] | classe II >= 2 000 m et < 5 000 m 25 cavités | classe III >= 1 500 m et < 2 000 m 15 cavités | classe IV >= 1 000 m et < 1 500 m 17 cavités |  |

## Cavités de la Haute-Savoie (France) de développement supérieur ou égal à5 000 mètres
13 cavités sont recensées dans cette « classe I » au 31-08-2024.
| Réf. | Cavité (autres noms)                                                                               | Commune                     | Massif ou zone                | Coordonnées (WGS 84)        | Développe. (mètres) | Dénivel. (mètres) | Sources ou références | Mise à jour |
| ---- | -------------------------------------------------------------------------------------------------- | --------------------------- | ----------------------------- | --------------------------- | ------------------- | ----------------- | --- | ----------- |
| 1    | Réseau de la Diau                                                                                  | Dingy-Saint-Clair, Fillière | Parmelan                      | 45° 57′ 30″ N, 6° 16′ 58″ E | +047 000, m         | +0723, m          | Philippe Fleury, Scialet, Spelunca n°79 & Karstologia                                                                                     | 2022-08     |
| 2    | Réseau de Bunant                                                                                   | Dingy-Saint-Clair, Fillière | Parmelan                      | 45° 58′ 08″ N, 6° 15′ 39″ E | +033 500, m         | +0370, m          | Spéléalpes n°5, Guy Masson & Jean-François Ray (CDS Haute Savoie)                                                                         | 2017-01     |
| 3    | Gouffre Jean-Bernard                                                                               | Samoëns                     | Haut-Giffre                   | 46° 06′ 08″ N, 6° 46′ 47″ E | +029 558, m         | +1 612, m         | Spéléo magazine n°100 & Groupe spéléo vulcain                                                                                             | 2024-07     |
| 4    | Réseau Lucien Bouclier (gouffre Mirolda, gouffre Lucien Bouclier, gouffre des Jockers, F126, etc.) | Samoëns                     | Haut-Giffre, Aouille de Criou | 46° 05′ 20″ N, 6° 46′ 14″ E | +022 032, m         | +1 661, m         | Spelunca no 103, FFS, Géomorphologie de la France , CDS Haute-Savoie, Spelunca, Ursus.speleos.org & Les topographies du système du Criou. | 2024-09     |
| 5    | Réseau des Praz d'zeures                                                                           | Serraval, Les Clefs         | La Tournette                  | 45° 48′ 56″ N, 6° 17′ 54″ E | +015 000, m         | +1 148, m         | Spéléo magazine n°21 & Eric Madelaine | 2012-03     |
| 6    | Réseau de la Tête des Verds                                                                        | Magland                     | Désert de Platé               | 45° 59′ 55″ N, 6° 42′ 04″ E | +011 000, m         | +0747, m          | Philippe Audra & Michel Bugnet | 2011-04     |
| 7    | Réseau de la Combe aux Puaires                                                                     | Samoëns                     | Haut-Giffre                   | 46° 06′ 51″ N, 6° 47′ 39″ E | +010 155, m         | +0379, m          | Spéléo magazine & GS Vulcain | 2024-07     |
| 8    | Réseau des Zorzières                                                                               | Arâches-la-Frasse           | Désert de Platé               | 46° 01′ 11″ N, 6° 40′ 39″ E | +009 774, m         | +0899, m          | Site du SC Mont Blanc, Spéléo magazine & Spéléo magazine n°109                                                                            | 2020-02     |
| 9    | Réseau de la Pointe de Sans Bet                                                                    | Sixt-Fer-à-Cheval           | Haut-Giffre                   | 46° 05′ 16″ N, 6° 48′ 50″ E | +008 000, m         | +0656, m          | Spéléométrie de la France, Scialet n°5 & Scialet n°6                                                                                      | 2012-03     |
| 10   | Trou des Jeunes - souffleur des Apollons - trou Godasse                                            | Fillière                    | Plateau des Glières           | 45° 59′ 43″ N, 6° 19′ 41″ E | +007 173, m         | +0622, m          | Scialet n°5 & scasse.cds74.org, | 2022-08     |
| 11   | Grotte de Banges                                                                                   | Allèves                     | Bauges, Semnoz                | 45° 44′ 14″ N, 6° 06′ 08″ E | +005 425, m         | +0109, m          | ffessmaura.fr & Le fil n°28 | 2010-01     |
| 12   | Grotte de la Scierie                                                                               | Cusy                        | Bauges, montagne de Bange     | 45° 44′ 36″ N, 6° 05′ 37″ E | +005 044, m         | +0080, m          | ursus.speleo.org & Spéléo dossiers n°23                                                                                                   | 2010-01     |
| 13   | Grotte de Balme                                                                                    | Magland                     | Haut-Giffre                   | 46° 02′ 32″ N, 6° 37′ 02″ E | +005 003, m         | +0165, m          | Spéléo magazine & hypogees.ch | 2015-06     |

## Cavités de la Haute-Savoie (France) de développement compris entre2 000 mètreset4 999 mètres
26 cavités sont recensées dans cette « classe II » au 31-08-2024.
| Réf. | Cavité (autres noms)                                          | Commune           | Massif ou zone                             | Coordonnées (WGS 84)        | Développe. (mètres) | Dénivel. (mètres) | Sources ou références                                                             | Mise à jour |
| ---- | ------------------------------------------------------------- | ----------------- | ------------------------------------------ | --------------------------- | ------------------- | ----------------- | --------------------------------------------------------------------------------- | ----------- |
| 14   | Grotte de Barme Froide                                        | Sixt-Fer-à-Cheval | Haut-Giffre                                | 45° 59′ 04″ N, 6° 44′ 55″ E | +004 831, m         | +0115, m          | Hypogées & Spéléalpes n°9                                                         | 2012-03     |
| 15   | Gouffre A3                                                    | Samoëns           | Haut-Giffre                                | 46° 07′ 41″ N, 6° 47′ 09″ E | +004 800, m         | +0550, m          | scasse.cds74.org                                                                  | 2015-06     |
| 16   | Réseau Balacha                                                | Arâches-la-Frasse | Désert de Platé                            | 45° 59′ 55″ N, 6° 43′ 24″ E | +004 756, m         | +0665, m          | Grottocenter & Clan des tritons                                                   | 2011-04     |
| 17   | Gouffre des Morts vivants                                     | Samoëns           | Haut-Giffre                                | 46° 05′ 02″ N, 6° 46′ 58″ E | +004 686, m         | +0673, m          | Spéléo dossiers n°21, Spéléo dossiers n°28 & Les topographies du système du Criou | 2023-12     |
| 18   | Réseau de la Combe des Foges                                  | Samoëns           | Haut-Giffre                                | 46° 00′ 18″ N, 6° 44′ 35″ E | +004 028, m         | +0577, m          | Spéléalpes n°2                                                                    | 2015-06     |
| 19   | Réseau des Marmottes                                          | La Balme-de-Thuy  | La Tournette                               | 45° 51′ 42″ N, 6° 15′ 30″ E | +003 905, m         | +0350, m          | Scialet n°31 & Scialet n°47                                                       | 2019-10     |
| 20   | Grotte de l'Ermoy                                             | Samoëns           | Haut-Giffre                                | 46° 05′ 54″ N, 6° 45′ 11″ E | +003 838, m         | +0237, m          | GS Vulcain & Spéléo dossiers n°23                                                 | 2015-06     |
| 21   | Exsurgence de Morette                                         | La Balme-de-Thuy  | Bornes                                     | 45° 54′ 02″ N, 6° 17′ 19″ E | +003 590, m         | +0238, m          | plongeesout.com & au-coeur-de-la-terre.org                                        | 2018-01     |
| 22   | Grotte de l'Envers - gouffre de l'Église Musset               | Mont-Saxonnex     | Bargy                                      | 46° 01′ 12″ N, 6° 29′ 55″ E | +003 500, m         | +0487, m          | karstexplo.fr                                                                     | 2015-06     |
| 23   | Réseau de Combe Marto (tanne G'la, AR12, AR42)                | Le Reposoir       | Aravis                                     | 45° 58′ 02″ N, 6° 33′ 13″ E | +003 500, m         | +0154, m          | Michel Delamette & Spéléalpes n°9                                                 | 2015-06     |
| 24   | Grotte de l’Entonnoir                                         | Fillière          | Bornes                                     | 45° 58′ 16″ N, 6° 18′ 07″ E | +003 328, m         | +0250, m          | Spéléométrie de la France, scasse & Spéléalpes n°3                                | 2021-08     |
| 25   | Gouffre Antistress 60                                         | Brison            | Rochers de Leschaux                        | 46° 01′ 34″ N, 6° 26′ 01″ E | +003 046, m         | +0301, m          | Guy Masson & scasse                                                               | 2022-01     |
| 26   | Tanne à Paccot                                                | Fillière          | Plateau des Glières                        | 45° 57′ 36″ N, 6° 19′ 13″ E | +002 946, m         | +0411, m          | scasse.cds74.org & Spéléo dossiers n°41                                           | 2022-08     |
| 27   | Grotte des Crânes                                             | Beaumont          | Salève                                     | 46° 05′ 20″ N, 6° 07′ 07″ E | +002 871, m         | +0148, m          | hypogees.ch                                                                       | 2015-06     |
| 28   | Gouffre des Tours ou TO 12                                    | Les Clefs         | La Tournette                               | 45° 49′ 44″ N, 6° 17′ 12″ E | +002 850, m         | +0316, m          | Scialet n°31                                                                      | 2012-03     |
| 29   | Gouffre Karen                                                 | Passy             | Désert de Platé                            | 45° 59′ 39″ N, 6° 43′ 10″ E | +002 700, m         | +0369, m          | Spéléalpes n°10                                                                   | 2015-06     |
| 30   | Gouffre de la Glacière                                        | Brison            | Rochers de Leschaux                        | 46° 01′ 30″ N, 6° 26′ 24″ E | +002 600, m         | +0532, m          | Michel Delamette                                                                  | 2015-06     |
| 31   | Tanne à la R'noille                                           | Mont-Saxonnex     | Rochers de Leschaux                        | 46° 02′ 01″ N, 6° 27′ 23″ E | +002 500, m         | +0268, m          | Grottocenter & Scialet n°9                                                        | 2015-06     |
| 32   | Réseau de la Combe de Biolland (tanne Frede et tanne Kaï-Kaï) | Mont-Saxonnex     | Bargy                                      | 46° 00′ 49″ N, 6° 28′ 33″ E | +002 225, m         | +0360, m          | Spéléométrie de la France                                                         | 2015-06     |
| 33   | Gouffre de Chombas                                            | Le Grand-Bornand  | Aravis                                     | 45° 56′ 44″ N, 6° 32′ 22″ E | +002 146, m         | +0375, m          | scasse.cds74.org & Scialet                                                        | 2015-06     |
| 34   | Tanne du Second Souffle                                       | Sixt-Fer-à-Cheval | Chaîne des Fiz                             |                             | +002 130, m         | +0174, m          | asvfspeleo                                                                        | 2012-03     |
| 35   | Gouffre des Pierres volantes                                  | Sixt-Fer-à-Cheval | Désert de Platé                            | 45° 58′ 36″ N, 6° 44′ 45″ E | +002 100, m         | +0210, m          | Spéléalpes n°9                                                                    | 2012-03     |
| 36   | Tanne de la Canicule ou SD 27                                 | Fillière          | Plateau des Glières, montagne de Sous-Dîne | 45° 59′ 41″ N, 6° 19′ 27″ E | +002 100, m         | +0686, m          | scasse.cds74.org                                                                  | 2021-08     |
| 37   | Grotte de Mégevette                                           | Mégevette         | Chablais                                   | 46° 11′ 09″ N, 6° 29′ 27″ E | +002 046, m         | +0122, m          | Spéléo magazine n°91 & Grottocenter                                               | 2015-06     |
| 38   | Tanne du Chat blanc                                           | Brison            | Rochers de Leschaux                        | 46° 01′ 38″ N, 6° 26′ 30″ E | +002 020, m         | +0330, m          | scasse                                                                            | 2024-08     |
| 39   | Gouffre du Mikado                                             | Magland           | Haut-Giffre                                | 46° 01′ 33″ N, 6° 36′ 16″ E | +002 000, m         | +0143, m          | Spéléalpes n°12                                                                   | 2015-06     |

## Cavités de la Haute-Savoie (France) de développement compris entre1 500 mètreset1 999 mètres
14 cavités sont recensées dans cette « classe III » au 31-08-2023.
| Réf. | Cavité (autres noms)          | Commune             | Massif ou zone                             | Coordonnées (WGS 84)        | Développe. (mètres) | Dénivel. (mètres) | Sources ou références                                 | Mise à jour |
| ---- | ----------------------------- | ------------------- | ------------------------------------------ | --------------------------- | ------------------- | ----------------- | ----------------------------------------------------- | ----------- |
| 40   | Gouffre JP 2                  | Fillière            | Plateau des Glières                        | 46° 00′ 17″ N, 6° 20′ 44″ E | +001 920, m         | +0407, m          | Spéléalpes n°5                                        | 2015-06     |
| 41   | Gouffre JPPDV                 | Fillière            | Bornes                                     | 45° 57′ 54″ N, 6° 18′ 49″ E | +001 855, m         | +0212, m          | scasse.cds74.org                                      | 2000-12     |
| 42   | Gouffre des Trois souches     | Fillière            | Plateau des Glières, montagne de Sous-Dîne | 45° 58′ 26″ N, 6° 17′ 30″ E | +001 830, m         | +0268, m          | scasse.cds74.org                                      | 2005-01     |
| 43   | Grotte de la Blonnière        | Dingy-Saint-Clair   | Parmelan                                   | 45° 56′ 21″ N, 6° 14′ 50″ E | +001 750, m         | +0167, m          | Scialet n°35                                          | 2015-06     |
| 44   | Emergence des Marsouins       | Sixt-Fer-à-Cheval   | Désert de Platé                            | 45° 59′ 58″ N, 6° 44′ 37″ E | +001 750, m         | +0185, m          | Spéléométrie de la France & Spéléologie Dossiers n°15 | 2000-12     |
| 45   | Tanne à la Graille            | Fillière            | Bornes                                     | 45° 59′ 11″ N, 6° 18′ 40″ E | +001 710, m         | +0296, m          | Scialet n°12                                          | 2000-12     |
| 46   | Gouffre de Cruet              | La Balme-de-Thuy    | Dents de Lanfon                            |                             | +001 705, m         | +0113, m          | Spéléométrie de la France                             | 2000-12     |
| 47   | Exsurgence des Tours          | Mont-Saxonnex       | Rochers de Leschaux                        | 46° 02′ 28″ N, 6° 27′ 58″ E | +001 700, m         | +0045, m          | Spéléalpes n°3                                        | 2000-12     |
| 48   | Exsurgence des Tours          | Thônes              | La Tournette                               | 45° 50′ 03″ N, 6° 17′ 24″ E | +001 620, m         | +0146, m          | Scialet n°31                                          | 2012-03     |
| 49   | Gouffre du Carré d'As         | Sixt-Fer-à-Cheval   | Haut-Giffre, Aouille de Criou              | 46° 02′ 29″ N, 6° 50′ 32″ E | +001 600, m         | +0236, m          | Karstexplo, Karstexplo & Karstexplo                   | 2000-12     |
| 50   | Gouffre C74                   | Samoëns             | Haut-Giffre                                | 46° 06′ 19″ N, 6° 48′ 07″ E | +001 525, m         | +0166, m          | GS Vulcain                                            | 2022-08     |
| 51   | Bachaï di Fayes               | Allonzier-la-Caille | Genevois                                   | 46° 00′ 49″ N, 6° 06′ 06″ E | +001 520, m         | +0090, m          | Spéléométrie de la France & Spéléalpes n°5            | 2000-12     |
| 52   | Gouffre de la Combe           | Dingy-Saint-Clair   | Bornes, massif Tête Ronde-Tête Noire       | 45° 56′ 07″ N, 6° 17′ 41″ E | +001 508, m         | +0402, m          | scasse.cds74.org & CDS Haute-Savoie                   | 2022-08     |
| 53   | Grotte des Colchiques ou B114 | Samoëns             | Haut-Giffre                                |                             | +001 500, m         | +0281, m          | Spéléalpes n°18 & scasse                              | 2000-12     |

## Cavités de la Haute-Savoie (France) de développement compris entre1 000 mètreset1 499 mètres
17 cavités sont recensées dans cette « classe IV » au 31-08-2023.
| Réf. | Cavité (autres noms)                                   | Commune                 | Massif ou zone                             | Coordonnées (WGS 84)        | Développe. (mètres) | Dénivel. (mètres) | Sources ou références                             | Mise à jour |
| ---- | ------------------------------------------------------ | ----------------------- | ------------------------------------------ | --------------------------- | ------------------- | ----------------- | ------------------------------------------------- | ----------- |
| 54   | Gouffre de l’Aulp Riant                                | Alex                    | Dents de Lanfon                            | 45° 51′ 07″ N, 6° 15′ 26″ E | +001 493, m         | +0115, m          | Spéléalpes n°13                                   | 2000-12     |
| 55   | Gouffre CP 39 - LP 9                                   | Samoëns                 | Haut-Giffre                                | 46° 06′ 55″ N, 6° 47′ 54″ E | +001 453, m         | +0356, m          | GS Vulcain                                        | 2015-06     |
| 56   | Gouffre de la Haute voltige                            | Mont-Saxonnex           | Bornes                                     | 46° 01′ 24″ N, 6° 27′ 12″ E | +001 450, m         | +0322, m          | Scialet                                           | 2015-06     |
| 57   | Tanne ê Chaw ou le Grand Trou                          | Novel                   | Dent d'Oche                                | 46° 20′ 59″ N, 6° 44′ 22″ E | +001 373, m         | +0518, m          | Grottocenter                                      | 2015-06     |
| 58   | Grotte du Maquis                                       | La Balme-de-Thuy        |                                            | 45° 52′ 18″ N, 6° 15′ 51″ E | +001 350, m         | +0113, m          | Grottocenter                                      | 2000-12     |
| 59   | Gouffre de Germinal                                    | Leschaux                | Semnoz                                     | 45° 47′ 38″ N, 6° 06′ 29″ E | +001 309, m         | +0191, m          | Grottocenter & spéleo Magazine n°92 page 21-29.   | 2000-12     |
| 60   | Trou de l'Ozone                                        | Sixt-Fer-à-Cheval       | Chaîne des Fiz                             | 46° 00′ 20″ N, 6° 46′ 21″ E | +001 272, m         | +0358, m          | asvfspeleo & Scialet                              | 2012-03     |
| 61   | Gouffre des Trois Barbus                               | Arâches-la-Frasse       | Désert de Platé                            | 45° 59′ 29″ N, 6° 43′ 09″ E | +001 200, m         | +0390, m          | Spéléalpes n°2                                    | 2015-06     |
| 62   | Tanne à Philippe                                       | Mont-Saxonnex           | Rochers de Leschaux                        | 46° 01′ 21″ N, 6° 27′ 20″ E | +001 200, m         | +0283, m          | Grottocenter                                      | 2000-12     |
| 63   | Grotte de Mont Piton                                   | Fillière                | Plateau des Glières, montagne de Sous-Dîne | 46° 00′ 16″ N, 6° 20′ 14″ E | +001 184, m         | +0176, m          | scasse.cds74.org                                  | 2019-07     |
| 64   | Gouffre BBS 48                                         | Dingy-Saint-Clair       | Parmelan                                   | 45° 56′ 18″ N, 6° 15′ 09″ E | +001 100, m         | +0485, m          | Spéléalpes                                        | 2015-06     |
| 65   | Tanne du Soufflet                                      | Les Villards-sur-Thônes | Bornes                                     | 45° 55′ 26″ N, 6° 21′ 35″ E | +001 088, m         | +0265, m          | Spéléalpes n°5                                    | 2005-01     |
| 66   | Gouffre du Cassey                                      | Talloires-Montmin       | La Tournette                               | 45° 49′ 41″ N, 6° 16′ 34″ E | +001 050, m         | +0150, m          | Scialet n°3                                       | 2000-12     |
| 67   | Gouffre des Orages-Gouffre des Aconits (B 115 & B 130) | Samoëns                 | Haut-Giffre, Massif de Bostan              | 46° 07′ 31″ N, 6° 46′ 52″ E | +001 050, m         | +0230, m          | Spéléalpes n°18 & scasse                          | 2022-08     |
| 68   | Gouffre de Rivière Enverse                             | Arâches-la-Frasse       | Désert de Platé                            | 46° 01′ 06″ N, 6° 41′ 21″ E | +001 000, m         | +0340, m          | Spéléo dossiers n°15                              | 2015-06     |
| 69   | Gouffre du Quinze                                      | Le Grand-Bornand        | Aravis                                     | 45° 57′ 46″ N, 6° 32′ 30″ E | +001 000, m         | +0180, m          | Spéléométrie de la France & Spéléalpes n°9, p. 57 | 2000-12     |
| 70   | Tanne des Optimistes- Gouffre du Bleu                  | Dingy-Saint-Clair       | Parmelan                                   | 45° 57′ 06″ N, 6° 15′ 11″ E | +001 000, m         | +0220, m          | Scialet n°7 & Spéléalpes n°3                      | 2022-09     |